# Ту Чуань, Маргарет
Маргарет Ту Чуань (англ. Margaret Tu Chuan, кит. 杜娟, пиньинь Dù Juān, палл. Ду Цзюань) — звезда гонконгского кинематографа. Она родилась в Чэнду (провинция Сычуань), в 1942 году. Maргарет начала свою карьеру в кино очень рано в кинокомпании MP & GI в 1957 году, но вскоре она привлекла внимание режиссёра Ли Ханьсяна, который пригласил её в студию Shaw Brothers. Тут Ту Чуань вступила в окружение созвездий актрис «Шо». Вскоре она наслаждается уже собственным успехом и поднимается к славе очень быстро. Триумфальным прорывом стал 1960 год, когда режиссёр До Чин взял её на роль в комедии «Как выйти замуж за миллионера» с Питер Чен Хо в качестве ведущего актёра. Ту Чуань, казалось, обладала всеми качествами, необходимыми для успеха. Она не только была талантливой, трудолюбивой и красивой, но и также привнесла на экран свой энтузиазм и свежесть молодости, украв успех у правящих королев Shaw, таких как Линда Линь Дай и Бетти Ло Ти.
Ту Чуань часто называли «Дикая девушка Shaw» за её нестандартный образ жизни и за то, что она была неординарной личностью. Пользовались популярностью фильмы с её участием «Тайна мисс Пай» (1960), «Потерянная любовь» (1961), «Черный лес» (1964), «Великолепное трио» (1966), «Черный сокол» (1967) и др. Слава Ту Чуань была недолгой, когда её популярность в кино уменьшилась, а её брак с лицом известной фамилии Гонконга не удался, Ту Чуань без сожаления и легко покончила с собой вместе со своей подругой, с которой она жила. Они приняли смертельную дозу снотворного. Всего через шесть месяцев после выхода её последнего фильма «Дневник Леди-Киллер». Её смерть 30 ноября 1969 года завершила собой «безумное десятилетие самоубийств в Гонконге».